# Gross Laasch
Gross Laasch és un municipi a l'estat alemany de Mecklemburg-Pomerània Occidental a l'amt o la mancomunitat de Ludwigslust-Land. El 2013 tenia 963 habitants a una superfície de 27,22 quilòmetres quadrats Limita a l'est amb el riu Canal Müritz-Elde i té una parada facultatiua a la línia ferroviària Parchim-Ludwigslust. L'estació va ser destruïda durant un tornado el 2005. El primer esment escrit Laceke data del 1229, però la primera església al poble és anterior a aquesta data.

## Llocs d'interés
- L'església de maons amb campanar d'entramat de fusta del 1791, a lloc d'un temple anterior de pedra natural local. Té un orgue del 1792 de l'organer Friedrich Friese i un rellotge de campanar del mateix any, que va ser restaurat el 1991.
- El monument commemoratiu del camp de concentració de Wöbbelin (febrer-maig 1945) que es trobava parcialment al municipi de Gross Laasch. Va ser inaugurat el 2005.